# Constant Verhaeghe de Naeyer
Constant Verhaeghe de Naeyer (Gent, 1 mei 1809 - aldaar, 1 juni 1888) was een Belgisch volksvertegenwoordiger en senator.

## Levensloop
Verhaeghe was een zoon van de bankier, handelaar en schepen van Gent François Verhaeghe en van Isabelle de Naeyer. Hij trouwde met Eugénie Van Rullen (1821-1898) en ze kregen vijf kinderen.
In 1876 verkreeg Constant voor hem en zijn nakomelingen, de Naeyer aan hun familienaam te mogen toevoegen en in 1886 werd hij opgenomen in de Belgische erfelijke adel.
Hij was handelaar in tabak, koloniale waren, katoen en kalium. Hij was ook bankier en medestichter van de Banque Verhaeghe de Naeyer et Cie.
In juni 1878 werd hij verkozen tot liberaal volksvertegenwoordiger voor het arrondissement Gent en hij vervulde dit mandaat tot in 1882. Hij werd vervolgens senator van 1882 tot 1884 voor hetzelfde arrondissement.